# Fidel Herrera Beltrán
Pour les articles homonymes, voir Herrera et Beltran.
Fidel Herrera Beltrán, né le 7 mars 1949 à Nopaltepec (Veracruz) et mort le 2 mai 2025 à Mexico, est un homme politique mexicain. Il est gouverneur de l'État de Veracruz entre 2004 et 2010,.

## Biographie

### Carrière politique
Cadre du Parti révolutionnaire institutionnel (PRI), il est gouverneur de l'État de Veracruz de 2004 à 2010. 
La journaliste Regina Martineza (en espagnol : Regina Martínez), qui enquêtait sur ses liens supposés avec le cartel de Los Zetas, est assassinée en avril 2012. Le blanchisseur du cartel affirme lors de son procès aux États-Unis en 2013 que les narcotrafiquants avaient financé la campagne électorale de Fidel Herrera à hauteur de 12 millions de dollars. Le magazine Forbes place l’ex-gouverneur sur sa liste 2013 des dix politiciens mexicains les plus corrompus.
Il est nommé en 2015 par le président Enrique Peña Nieto consul du Mexique à Barcelone (Espagne). Cette nomination fait scandale, les liens de Fidel Herrera Beltrán avec le narcotrafic étant un « secret de Polichinelle à Veracruz » et celui-ci n'ayant aucune expérience diplomatique, ce qui interroge sur l'influence des cartels auprès du pouvoir mexicain. Le quotidien Le Monde rapporte que « pour la moindre de ses sorties dans les rues de Barcelone, il déployait le grand jeu : véhicules d’escorte, gardes du corps façon Men in Black qui, une fois à destination, se livraient à une inspection minutieuse des lieux. » Il fait l'objet d'une surveillance des Mossos d'Esquadra (la police de Catalogne) et de la Drug Enforcement Agency (en anglais : Drug Enforcement Administration), qui établissent que le diplomate intègre un réseau comprenant plusieurs figures du trafic de drogue et du blanchiment.
Il démissionne de sa fonction de consul en janvier 2017,.